# 愛知県道・岐阜県道119号津島立田海津線
愛知県道・岐阜県道119号津島立田海津線（あいちけんどう・ぎふけんどう119ごう つしまたつたかいづせん）とは、愛知県津島市と岐阜県海津市を結ぶ一般県道である。旧立田村（現愛西市）を経由する。

## 概要
途中の長良川、木曽川には橋はなく、分断されている県道である。かつては県営の渡船（木曽川には葛木渡船、長良川には森下渡船）があり、長良川の森下渡船が県境になっていたが、2011年（平成23年）3月31日をもって両渡船とも廃止となった。

### 路線データ
- 起点：愛知県津島市江西町（国道155号、愛知県道68号名古屋津島線交点）
- 終点：岐阜県海津市海津町安田（岐阜県道1号岐阜南濃線、岐阜県道220号安八海津線交点）

### 通過する自治体
- 愛知県
  - 津島市 - 愛西市
- 岐阜県
  - 海津市

### 接続する道路
- 国道155号（愛知県津島市）

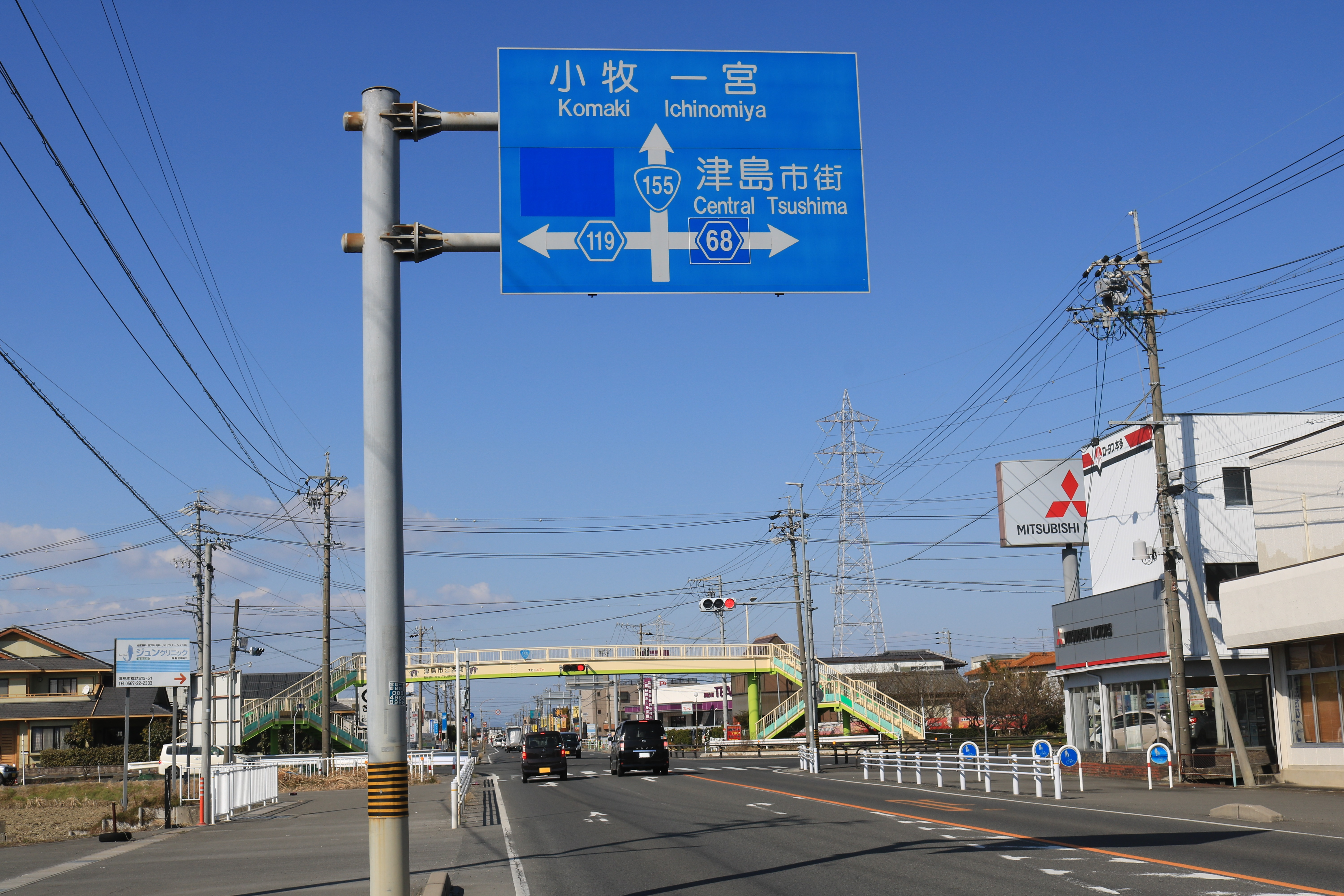
起点となる国道155号と愛知県道68号名古屋津島線との江西交差点、愛知県津島市江西町

- 愛知県道68号名古屋津島線（愛知県津島市）
- 岐阜県道23号北方多度線（岐阜県海津市）
- 岐阜県道195号岐阜千本松原公園自転車道線“長良川自転車道”（岐阜県海津市）
- 岐阜県道218号木曽三川公園線（岐阜県海津市）
- 岐阜県道1号岐阜南濃線（岐阜県海津市）
- 岐阜県道220号安八海津線（岐阜県海津市）

## 沿線
- 津島神社（天王川公園）
- 葛木渡船
- 森下渡船
- 木曽三川公園センター（アクアワールド水郷パークセンター）